# Infulaster
Infulaster is een geslacht van uitgestorven zee-egels uit de familie Cardiasteridae.

## Soorten
- Infulaster excentricus (Woodward, 1833) †
- Infulaster navicularis Dieni & Kroh, 2014 †
- Infulaster tuberculatus Valette, 1913 †